# Pau de Solà-Morales Serra
Pau de Solà-Morales Serra és professor d'Arquitectura a la URV. Professor d'Estètica i Dibuix a l'Escola d'Arquitectura de Reus (URV). És llicenciat en Arquitectura i Urbanisme per l'ETSAB (1993) i doctor en Disseny per la Universitat Harvard (2000). Ha estat professor visitant a la Harvard Design School i professor i responsable de l'àrea d'informàtica de l'Accademia d'Architettura a la Universitat de la Suïssa italiana. S'ha especialitzat en teoria de l'arquitectura contemporània també i en l'ús i l'aplicació de les tecnologies de la informació en relació amb l'arquitectura i el disseny, àmbits sobre els quals ha publicat nombrosos articles.